# بيت سميث
بيت سميث (بالإنجليزية: Pete Smith)‏ (و. 1892 – 1979 م) هو منتج أفلام، ومخرج سينمائي، وممثل، وكاتب سيناريو، من الولايات المتحدة الأمريكية، ولد في مدينة نيويورك، توفي في سانتا مونيكا، كاليفورنيا، عن عمر يناهز 87 عاماً.

## جوائز وترشيحات
حصل على جوائز منها:
- Academy Award for Best Live Action Short Film, Color  [لغات أخرى]‏، عن عمل: Penny Wisdom [الإنجليزية]‏
- Academy Award for Best Live Action Short Film, One-Reel  [لغات أخرى]‏، عن عمل: Quicker'n a Wink [الإنجليزية]‏.

ترشح لـ:
- Academy Award for Best Short Subject, Novelty  [لغات أخرى]‏، عن عمل: Menu (film) [الإنجليزية]‏
- Academy Award for Best Live Action Short Film, One-Reel  [لغات أخرى]‏
- Academy Award for Best Live Action Short Film, One-Reel  [لغات أخرى]‏، عن عمل: Seeing Hands [الإنجليزية]‏
- Academy Award for Best Live Action Short Film, One-Reel  [لغات أخرى]‏، عن عمل: Marines in the Making [الإنجليزية]‏
- Academy Award for Best Live Action Short Film, One-Reel  [لغات أخرى]‏
- Academy Award for Best Live Action Short Film, One-Reel  [لغات أخرى]‏
- Academy Award for Best Live Action Short Film, One-Reel  [لغات أخرى]‏
- Academy Award for Best Live Action Short Film, One-Reel  [لغات أخرى]‏
- Academy Award for Best Live Action Short Film, One-Reel  [لغات أخرى]‏، عن عمل: Army Champions [الإنجليزية]‏
- Academy Award for Best Live Action Short Film, Color  [لغات أخرى]‏، عن عمل: Penny Wisdom [الإنجليزية]‏
- Academy Award for Best Short Subject, Novelty  [لغات أخرى]‏، عن عمل: Strikes and Spares [الإنجليزية]‏
- Academy Award for Best Live Action Short Film, One-Reel  [لغات أخرى]‏، عن عمل: Quicker'n a Wink [الإنجليزية]‏
- Academy Award for Best Short Subject, Novelty  [لغات أخرى]‏، عن عمل: Audioscopiks [الإنجليزية]‏
- Academy Award for Best Live Action Short Film, One-Reel  [لغات أخرى]‏، عن عمل: Romance of Radium [الإنجليزية]‏
- Academy Award for Best Live Action Short Film, One-Reel  [لغات أخرى]‏، عن عمل: Wanted – A Master [الإنجليزية]‏
- Academy Award for Best Live Action Short Film, One-Reel  [لغات أخرى]‏.

## وصلات خارجية
- بيت سميث على موقع IMDb (الإنجليزية)
- بيت سميث على موقع ألو سيني (الفرنسية)
- بيت سميث على موقع تيرنر كلاسيك موفيز (الإنجليزية)
- بيت سميث على موقع أول موفي (الإنجليزية)
- بيت سميث على موقع قاعدة بيانات الأفلام السويدية (السويدية)
- بيت سميث على موقع قاعدة بيانات الفيلم (الإنجليزية)
- بيت سميث على موقع كينوبويسك (الروسية)